# Martin-Jerôme Izart
Martin-Jerôme Izart (Estagell, 10 de juny del 1854 - ?, 31 de maig del 1934) va ser un exegeta i bisbe nord-català.

## Biografia
Rebé l'orde sacerdotal el 21 de desembre del 1878, i l'11 de juny del 1907 va ser consagrat bisbe de Pàmies. El 30 d'agost del 1910 creà una casa per als missioners diocesans. Romangué en el càrrec fins que el 9 de maig del 1916 fou fet arquebisbe de Bourges. El 6 d'octubre del mateix any aprovà la Confrérie de la "Neuvaine perpétuelle" au Sacré Cœur de Jésus en faveur des malades et des affligés. Sembla que era molt tradicionalista, i que això entrà en conflicte amb l'ambient obrer de la diòcesi. Fou arquebisbe de Bourges fins a la mort.
Va ser membre de la societat d'Història Eclesiàstica de França. Monsenyor Izart surt retratat en un dels grans mosaics de l'absis de l'església del Sagrat Cor de Bourges, en una imatge que simbolitzava la fundació de la Novena Perpètua. L'obra fou realitzada pel taller de mestres vidriers i de mosaics de Carl Mauméjean, a París.